# 낙엽성
낙엽성(落葉性, 영어: deciduous)은 목본 식물에서 겨울이나 건기에 잎을 떨어뜨리는 성질을 가리킨다. 낙엽(落葉, 문화어: 락엽, 영어: fallen/dead leaves)은 계절적인 요인에 의해 나무에서 떨어져 나온 잎을 말한다. 기후대에 따라 우기 이후 건기를 맞아 낙엽이 지는 곳과 여름이 끝난 후 가을을 맞아 낙엽이 지는 곳이 있다.

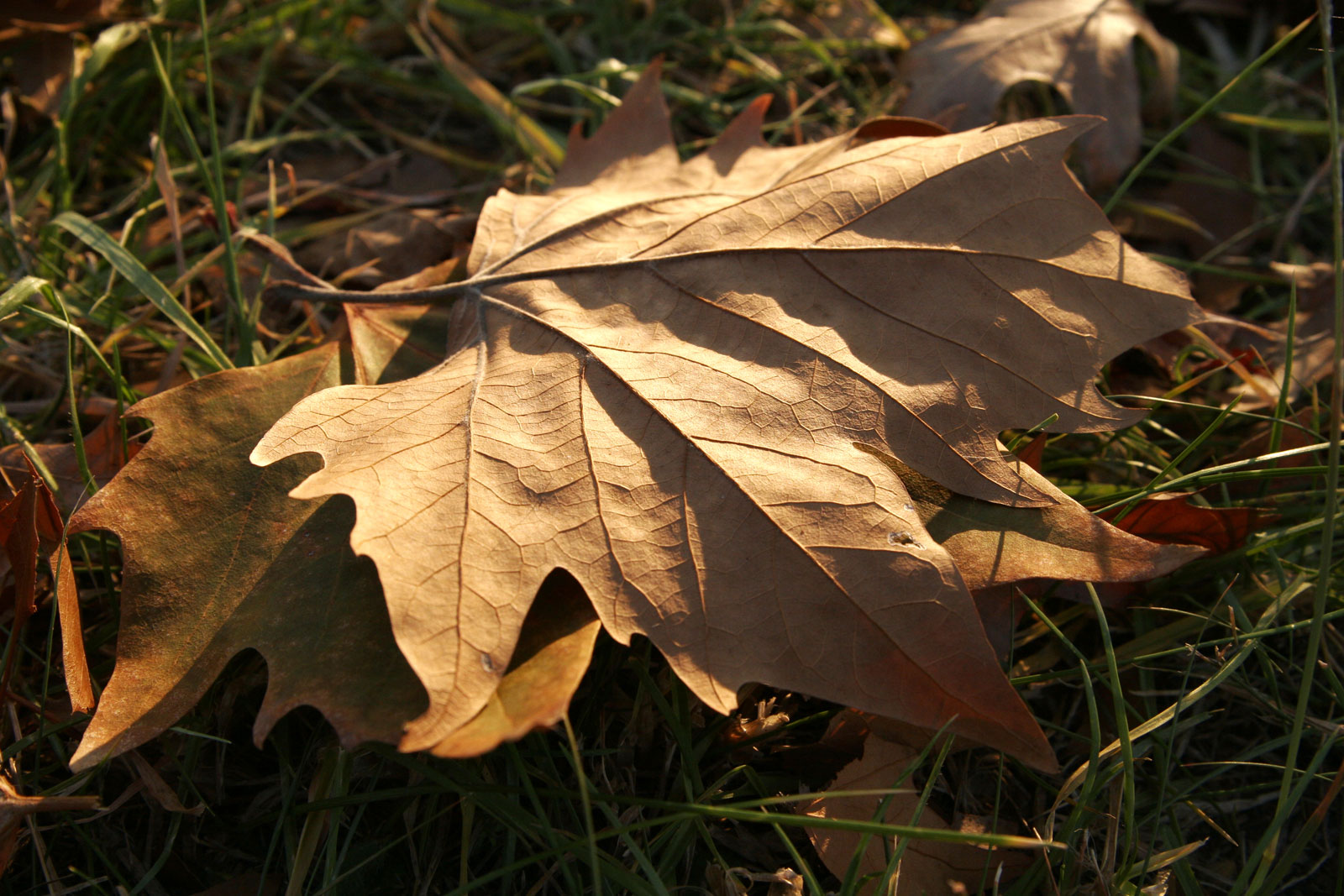
낙엽

## 원인
여름과 겨울이 있는 지역에서 서리가 내릴 정도의 추운 계절이 되면 식물의 생장을 돕던 잎의 증산작용은 더 이상 일어나지 않고 오히려 동상 같은 피해를 입게 된다. 따라서 온대 및 냉대에 서식하는 대부분의 활엽수는 낙엽을 떨굼으로써 겨울철 추운 기온 때문에 일어날 수 있는 손상으로부터 스스로를 보호한다.
건기와 우기가 있는 지역에서 서식하는 일부 활엽수들은 과도한 증발을 막기 위해 잎을 떨군다.

## 종류
낙엽을 떨구는 활엽수를 낙엽활엽수라고 한다. 온대와 냉대 기후에서는 대부분의 활엽수가 여기에 속한다. 사철나무, 동백나무와 같이 낙엽을 떨구지 않는 활엽수는 상록활엽수라고 한다.

## 진행과정
낙엽활엽수는 특정한 조건이 되면 잎자루에 막을 만들어 줄기와 단절시킨다. 잎은 엽록소가 파괴되고 잔류하고 있는 영양분과 효소의 작용으로 노란색 또는 붉은색의 단풍이 든다. 이후 더 이상 수분을 공급받지 못하는 잎은 바싹마르게 되어 더 이상 나무 줄기에 붙어 있지 못하고 떨어진다. 이렇게 떨어진 잎이 낙엽이다.

## 문학과 낙엽
김광규는 시 〈나뭇잎 하나〉에서 낙엽을 보면서 소멸의 슬픔을 노래하고 있다.

## 같이 보기
- 단풍
- 젖은 낙엽(누레오치바, ja:濡れ落ち葉)